# Симеон Дивногорац
Симеон Столпник (назван још и Дивногорац или Млађи) је хришћански светац, који се родио 521. године, за време владавине цара Јустина Старијега и живео до 592. године.

## Житије
Постоји више верзија житија овог светитеља на грчком језику, као и грузински и арапски превод. Родио се у Антиохији у трговачкој породици. Отац му је погинуо од земљотреса и он је остао сам са мајком Мартом, која је касније такође проглашена светицом и њен дан се обележава 4. јула. У шестој години живота је отишао у планину крај града Селевкије у Сирији ка игуману Јовану, који је и сам био стилит. Под његовим руководством се предао великом подвигу поста и молитве на стубу у својој седмој години. У хришћанској традицији се помиње да је претрпео страшна искушења изазвана демонима, али је примио од Господа и анђела велику утеху и благодат, те да му се Исус Христос јавио у виду лепог дечака. Ипак, без обзира на искушења и тежак пост који се састојао од воде и расквашеног сочива, у својој упорности и подвизима је надмашио и свог учитеља Јована. Такође, у хришћанској традицији се помиње да је имао исцелитељске и пророчке моћи. Многи поклоници су долазили да га посете, између осталих и антиохијски патријарх Ефрем (527—545). Временом су му подигли подеснији стуб, али се Симеон 541. преселио на Дивну гору, по којој је добио надимак, у близини своје родне Антиохије. Ту је такође боравио на стубу, а на том месту је касније саграђен манастир. Писао је теолошке текстове, а сачувана су и два његова писма.

## У уметности
У византијским црквама постоје многобројне представе Симеона Млађег и старијег са кукуљачама, али је врло тешко одредити, посебно у каснијим периодима, који је тачно од њих двојице приказан. Занимљиво је да су све до 12. века израђиване плочице са ликом Симеона Млађег за ходочаснике, попут данашњих сувенира.

## Празник
Српска православна црква слави га 24. маја по црквеном, а 6. јуна по грегоријанском календару.